# ノーンケーム区
ノーンケーム区（ノーンケームく、タイ語: เขตหนองแขม）は、タイ王国バンコク都の行政区の一つ。
この行政区は、時計回りに、タウィーワッタナー区、バーンケー区、バーンボーン区、サムットサーコーン県のクラトゥムベーン郡、ナコーンパトム県のサームプラーン郡とプッタモントン郡の7つの行政区に接している。

## 歴史
1902年にノーンケーム郡が設立。1972年に区となる。1998年東部が新設されたバーンケー区に編入された。